# René Pape
René Pape (ur. 4 września 1964 w Dreźnie) – niemiecki bas.
Pape odbywał swoją edukację muzyczną w drezdeńskim chórze oraz w Wyższej Szkole Muzycznej im. Carla Marii von Webera w Dreźnie. W 1988 zadebiutował w berlińskiej Staatsoper Unter den Linden, a w 1995 stał się rozpoznawalny dzięki udziałowi w przedstawieniu „Czarodziejskiego fletu” Mozarta w partii Sarastra pod dyrekcją Sir Georga Soltiego.
W tym samym roku zadebiutował w Metropolitan Opera w Nowym Jorku i od tej pory występuje tam corocznie.
Jego repertuar obejmuje największe role basowe niemieckiej literatury operowej, ale także partie takie jak Ramfis w Aidzie, Filip II w Don Carlosie, Mefistofeles w Fauście oraz partię tytułową w Borysie Godunowie.
Występuje regularnie w teatrach operowych takich jak Opera Nationale de Paris, Lyric Opera of Chicago, Royal Opera House Covent Garden, Wiener Staatsoper i mediolańska La Scala, na festiwalach (Bayreuth, Glyndebourne), salach koncertowych z najlepszymi orkiestrami świata.
W 2006 zadebiutował w filmie wcielając się w Sarastra w filmowej wersji opery Czarodziejski flet w reżyserii Kennetha Branagha; premiera miała miejsce na festiwalu filmowym w Wenecji.
w 2006 powstał o nim film dokumentalny zatytułowany „Der Bass René Pape - Mein Herz brennt“ (reżyseria: Sibylle Muth).
Jego matka jest fryzjerką, a ojciec kucharzem. Rozwiedli się, kiedy miał dwa lata. Przez jakiś czas mieszkał z babcią, dzięki której zaczął interesować się muzyką. Jego dziadek ze strony matki był tenorem operetkowym.